# جوردن دبليو. سميث
جوردن دبليو. سميث هو سياسي كندي، ولد في 24 مايو 1865، وتوفي في 1948. حزبياً، نشط في الحزب الليبرالي في نوفا سكوشا ‏. وقد انتخب عضو مجلس نواب نوفا سكوتيا.